# Wiradadi
Wiradadi is een bestuurslaag in het regentschap Banyumas van de provincie Midden-Java, Indonesië. Wiradadi telt 4932 inwoners (volkstelling 2010).